# Laudamotion
A Lauda, mely jogilag a Laudamotion GmbH (korábban Amira Air) 
egy megszűnt osztrák diszkont légitársaság,  amely székhelye a Concorde Business Parkban található az osztrák Schwechatban Bécs közelében volt. A cég a Ryanair Holdings leányvállalata, valamint a Ryanair, a Ryanair UK és a Ryanair Sun légitársasága "testvére". A volt Formula–1-es  világbajnok Niki Lauda kisebbségi részesedéssel bírt ebben a légitársaságban, amelyet 2018 decemberében eladott a Ryanairnek. 2018 januárjában a légitársaság megszerezte a Niki nevű légitársaságot is, amely korábban szintén kapcsolatban állt Niki Laudaval. 2020. Októberében véglegesen beolvadt a Ryanair-be.

## Történelem
A légitársaságot 2004-ben Ronny Pecik befektető alapította Amira Airként, de ekkor még csak charter járatokat üzemeltettek európán belül.
Niki Lauda 2018-ban átvette az Amira Air társaságot és átnevezte a Laudamotionre nevét. 2018 februárjáig a légitársaság bérbe adott járatokat üzemeltetett a repülőgépeikkel. Később a menetrend szerinti személyszállításra specializálódtak.
A Niki nevű légitársaságot a fizetésképtelensége után 2018. január 23-án beolvasztották a Lauda Motion GmbH-ba. Bejelentették, hogy a Niki márkanevet visszavonják, és minden tevékenységet átengednek a Laudamotionnak, amely a Niki átruházott 15 repülőgéppel kezdte meg az üzemeltetést a 2018-as nyári szezonban.
2018. február 16-án a Condor airline megállapodást írt alá a Laudamotionnel három Laudamotion repülőgép értékesítésének, valamint az üzemeltetési jog átvételéről. A kiindulási úti célok között szerepeltek a járatok Düsseldorfból, Frankfurtból, Stuttgartból, Bázelből Mallorca, Ibiza és Málaga városába, melyeket a Condor saját weboldalán és az utazási irodákon értékesített.
2018. március 20-án a Ryanair bejelentette, hogy a LaudaMotion 24,9% -át megszerezte. A Ryanair az első éveben 100 millió euróval járult hozzá a kezdeti működéshez. Az első cél az volt, hogy elérjék a 30 repülőgép üzemeltetését a harmadik év végére. A légitársaság 2018. március 29-én hét bázist nyitott Németországban, a bécsi illetve a zürichi repülőtéren kívül. 
Ez év áprilisában a Condor bejelentette, hogy a tervezettnél korábban befejezi az együttműködést a Laudamotionnel. Ugyanebben az évben az Eurowings is bejelentette, hogy nem fogja kiterjeszteni a Laudamotionnal folytatott rövidtávú együttműködését.]
2018 augusztusában a Ryanair bejelentette, hogy megszerezte a légitársaság részesedésének 75%-át, és hogy az Airbus flottáját megkétszerezi. 2019 januárjában a Ryanair bejelentette, hogy 100%-os tulajdonhányadot szerzett a Laudamotionnél. Ezenkívül további flottabővítési terveket is bejelentettek. 2019 nyarára 25 repülőgép, 2020 nyarára 30 repülőgépet terveznek és teljesen átveszik az irányítást a Laudamotion felett. 
2019 márciusában a légitársaság a Laudamotion nevet Lauda-ra változtatta.
2019 decemberében a horvátországi Zára városában lévő reptéren is bázis állomást alakított ki.
2020 májusában a bécsi bázisállomást bezárták, miután a koronavírus-járvány miatt nem tudtak megállapodni a szakszervezettel a bércsökkentésről.

## Úticélok
A légitársaság székhelye a bécsi Schwechat repülőtér, de a repülőgépeik a düsseldorfi  és a stuttgarti repülőtéren állnak. A berlini járatokat kizárólag a Ryanair üzemelteti. 2019 júniusa óta a mallorcai reptér a másik bázisállomás.
Elsősorban Európában terjeszkedik a cég, de Észak-Afrikában és a Közel-Keleten is jelen van már. A nyári hónapokban a spanyol, olasz és görög tengerpartra helyezik a hangsúlyt.
| ország              | város              | megjegyzés          |
| ------------------- | ------------------ | ------------------- |
| Ausztria            | Bécs               |                     |
| Ausztria            | Klagenfurt         |                     |
| Ausztria            | Salzburg           |                     |
| Belgium             | Brüsszel           | 2019.október 27-től |
| Bosznia-Hercegovina | Banja Luka         | 2020.március 31-től |
| Bulgária            | Burgasz            | 2020.március 31-től |
| Bulgária            | Szófia             | 2019.október 28-tól |
| Bulgária            | Várna              |                     |
| Horvátország        | Dubrovnik          | 2020.március 29-tól |
| Horvátország        | Split              |                     |
| Horvátország        | Zára               |                     |
| Ciprus              | Lárnaka            |                     |
| Dánia               | Koppenhága         |                     |
| Dánia               | Billund            |                     |
| Észtország          | Tallinn            | 2020.március 31-től |
| Finnország          | Helsinki           | 2020.március 29-től |
| Finnország          | Lappeenranta       | 2020.március 29-től |
| Franciaország       | Bordeaux           | 2019.október 29-től |
| Franciaország       | Marseille          |                     |
| Franciaország       | Párizs-Beauvais    |                     |
| Németország         | Dortmund           |                     |
| Németország         | Drezda             |                     |
| Németország         | Düsseldorf         |                     |
| Németország         | Erfurt–Weimar      |                     |
| Németország         | Friedrichshafen    |                     |
| Németország         | Hannover           |                     |
| Németország         | München            |                     |
| Németország         | Münster/Osnabrück  |                     |
| Németország         | Nürnberg           |                     |
| Németország         | Stuttgart          |                     |
| Görögország         | Athén              | 2019.október 27-től |
| Görögország         | Haniá              |                     |
| Görögország         | Korfu              |                     |
| Görögország         | Iráklio            |                     |
| Görögország         | Kalamáta           |                     |
| Görögország         | Kefaloniá          | 2020.május 2-tól    |
| Görögország         | Kosz               |                     |
| Görögország         | Míkonosz           |                     |
| Görögország         | Preveza/Lefkada    |                     |
| Görögország         | Rodosz             |                     |
| Görögország         | Szantorini         |                     |
| Görögország         | Szkíathosz         | 2020.május 2-tól    |
| Görögország         | Szaloniki          | 2019.október 29-től |
| Görögország         | Zákinthosz         |                     |
| Magyarország        | Budapest           |                     |
| Írország            | Dublin             |                     |
| Írország            | Knock              |                     |
| Írország            | Shannon            |                     |
| Izrael              | Tel-Aviv           | 2019.október 27-től |
| Olaszország         | Alghero            |                     |
| Olaszország         | Bologna            |                     |
| Olaszország         | Brindisi           |                     |
| Olaszország         | Cagliari           |                     |
| Olaszország         | Catania            | 2020.március 29-töl |
| Olaszország         | Lamezia Terme      | 2020.március 31-től |
| Olaszország         | Milánó-Bergamo     | 2020.március 31-től |
| Olaszország         | Milánó-Malpensa    |                     |
| Olaszország         | Nápoly             |                     |
| Olaszország         | Palermo            |                     |
| Olaszország         | Perugia            |                     |
| Olaszország         | Rimini             |                     |
| Olaszország         | Róma-Fiumicino     |                     |
| Olaszország         | Velence-Marco Polo |                     |
| Lettország          | Riga               |                     |
| Libanon             | Bejrút             | 2019.október 27-töl |
| Litvánia            | Vilnius            | 2019.október 28-tól |
| Málta               | Valletta           |                     |
| Montenegró          | Podgorica          |                     |
| Marokkó             | Marrákes           |                     |
| Norvégia            | Oslo               |                     |
| Lengyelország       | Krakkó             |                     |
| Portugália          | Faro               |                     |
| Portugália          | Lisszabon          | 2010.október 27-től |
| Portugália          | Porto              | 2019.október 28-tól |
| Románia             | Bukarest           |                     |
| Spanyolország       | Alicante           |                     |
| Spanyolország       | Barcelona          |                     |
| Spanyolország       | Fuerteventura      |                     |
| Spanyolország       | Ibiza              |                     |
| Spanyolország       | Lanzarote          |                     |
| Spanyolország       | Las Palmas         |                     |
| Spanyolország       | Madrid             |                     |
| Spanyolország       | Málaga             |                     |
| Spanyolország       | Santander          |                     |
| Spanyolország       | Sevilla            |                     |
| Spanyolország       | Tenerife           |                     |
| Spanyolország       | Palma de Mallorca  |                     |
| Spanyolország       | Valencia           |                     |
| Spanyolország       | Zaragoza           |                     |
| Svédország          | Göteborg           |                     |
| Svédország          | Stockholm-Skavsta  | 2019.október 27-től |
| Törökország         | Antalya            |                     |
| Törökország         | Bodrum             |                     |
| Törökország         | Dalaman            |                     |
| Ukrajna             | Herszon            |                     |
| Ukrajna             | Kijev-Boriszpili   |                     |
| Egyesült Királyság  | Birmingham         | 2019.október 29-től |
| Egyesült Királyság  | Bristol            | 2020.március 29-töl |
| Egyesült Királyság  | Edinburgh          | 2019.október 27-től |
| Egyesült Királyság  | Liverpool          | 2019.október 28-tól |
| Egyesült Királyság  | London–Stansted    |                     |

## Flotta

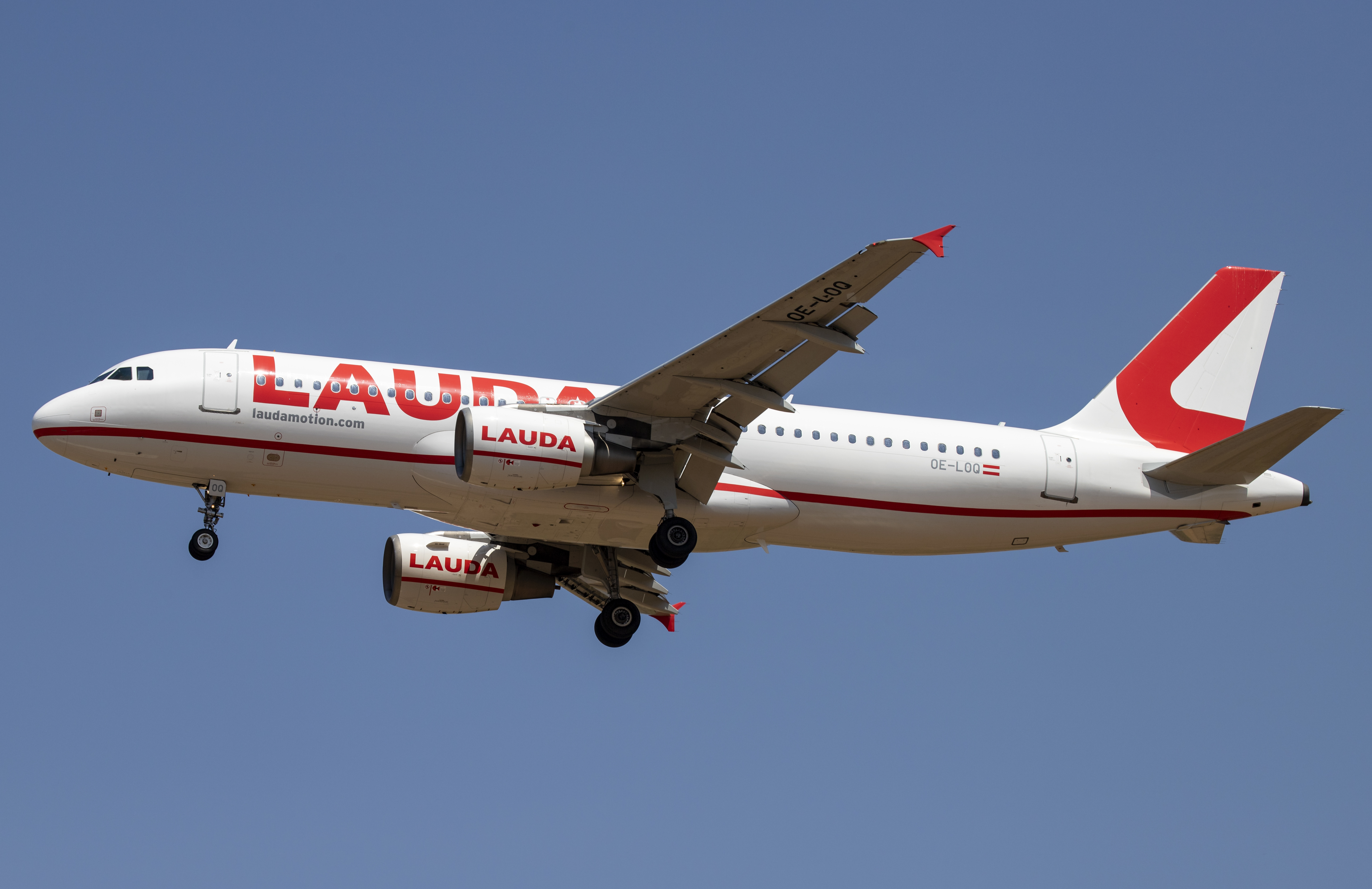
Lauda

2020. Júliusában az alább gépekből állt a Lauda flottája:
| Repülő típus | szolgálatban | megrendelve | kapacitás |  |
| ------------ | ------------ | ----------- | --------- |  |
| Airbus A320  | 28           |             | 180 utas  |  |
| Teljes       | 28           |             |           |  |